# Лазарев, Дмитрий Владимирович
Дмитрий Владимирович Лазарев (30 мая 1976, Свердловск) — писатель-фантаст, инженер-конструктор.

## Биография
Получил высшее техническое образование (механико-машиностроительный факультет УПИ).
С 1999 по февраль 2007 года работал инженером-конструктором на Уральском оптико-механическом заводе. После этого сменил ещё пару мест работы по той же технической стезе.
Испытывая тягу к фантастике с детства (отдаёт предпочтение фэнтези и мистике), пытался писать ещё в старших классах школы, но всерьёз начал заниматься фантастической прозой с 2003 года.
С сентября 2004 является членом клуба любителей фантастики «Радиант», постоянным участником конвента фантастики «Аэлита».
Первая публикация: рассказ «Блюститель неокончательности» (журнал «Порог» № 11 2005 года). Произведения автора были опубликованы в журнале «Уральский следопыт», в сборнике «Аэлита. Новая волна. 003» (2006 год), а также целый ряд повестей и рассказов — в различных сборниках и журналах.
Участвовал в ряде литературных фестивалей и фантастических конвентов в Екатеринбурге, Москве, Санкт-Петербурге и Крыму. Постоянный преноминатор сборников «Аэлита».
С 2016 года член Интернационального союза писателей.
С 2018 года член Союза писателей России и член Совета по фантастической и приключенческой литературе Союза писателей России.
Премии:
- «Орден добра и света» на «Аэлите 2013» за роман «Не пожелай зла».
- Диплом за первое место в конкурсе «Мистика Урала» на конвенте «Басткон-2016» за повесть «Малахитовая душа».
- Золотой Роскон в номинации «Межавторский проект» на конвенте «Роскон-2019» за роман «Протокол "Чума"».